# 8960 Luscinioides
8960 Luscinioides (2575 P-L) là một tiểu hành tinh vành đai chính được phát hiện ngày 24 tháng 9 năm 1960 bởi C. J. van Houten, I. van Houten-Groeneveld, T. Gehrels ở Palomar. Tiểu hành tinh có quỹ đạo đặc trưng bởi một hình bán nguyệt lớn là 2,90 Âma, độ lệch tâm =~ 0,08 và độ nghiêng 3,4 ° so với nhật thực.